# Bibury
Bibury (600 ab. ca.) è un villaggio con status di parrocchia civile della contea inglese del Gloucestershire (Inghilterra sud-occidentale), situato nell'area delle Cotswolds, lungo il corso del fiume Coln.
Fu definito dallo scrittore William Morris (1834-1896) "il più bel villaggio dell'Inghilterra".

## Geografia fisica

### Collocazione
Bibury si trova a metà strada tra le località di Barnsley e Coln St. Aldwyns (rispettivamente ad est della prima e ad ovest della seconda), a circa 12 km a nord-est di Cirencester.

### Suddivisione amministrativa
La parrocchia civile di Bibury è formata dal villaggio principale (Bibury) e dal villaggio di Arlington, separati l'un l'altro dal corso del fiume Coln.

## Storia
Il villaggio è riportato nel Domesday Book del 1086, frutto dell'indagine del censimento fatta da Guglielmo il Conquistatore, con il nome di Becheberie.

## Edifici e luoghi d'interesse

### Arlington Row
La principale attrattiva di Bibury è la Arlington Row, forse una delle vie più fotografate d'Inghilterra, dove sono raggruppati, lungo il corso del fiume Coln, antichi cottage in pietra risalenti al XIV secolo, quando furono costruiti come ovili. In seguito, a partire dal XVII secolo, ospitarono invece i tessitori della zona.
|  |  |

### Arlington Mill
L'Arlington Mill è un mulino situato nei pressi di Arlington Row e risalente al XVII secolo.

### Chiesa di Santa Maria
Un'altra attrattiva di Bibury è la Chiesa di Santa Maria (Church of St Mary), costruita nell'VIII secolo, in epoca sassone, e rimaneggiata tra il XII secolo e il XIII secolo.